# Сабер
Сабе́р (рос. Сабер, марій. Савер) — присілок у складі Куженерського району Марій Ел, Росія. Входить до складу Куженерського міського поселення.

## Населення
Населення — 35 осіб (2010; 85 у 2002).
Національний склад (станом на 2002 рік):
- марі — 47 %
- росіяни — 46 %